# Villa clara
Villa clara är en tvåvingeart som först beskrevs av Walker 1852.  Villa clara ingår i släktet Villa och familjen svävflugor. Inga underarter finns listade i Catalogue of Life.